# Вейн (округ, Міссісіпі)
Шаблон:StateAbbr_ 31°38′ пн. ш. 88°42′ зх. д. / 31.64° пн. ш. 88.7° зх. д.
Округ  Вейн (англ. Wayne County) — округ (графство) у штаті Міссісіпі, США. Ідентифікатор округу 28153.

## Історія
Округ утворений 1809 року.

## Демографія
За даними перепису 
2000 року 
загальне населення округу становило 21216 осіб, зокрема міського населення було 5006, а сільського — 16210.
Серед мешканців округу чоловіків було 10135, а жінок — 11081. В окрузі було 7857 домогосподарств, 5857 родин, які мешкали в 9049 будинках.
Середній розмір родини становив 3,15.
Віковий розподіл населення поданий у таблиці:
| Стать    | До 15 років | 15-21 | 22-29 | 30-39 | 40-49 | 50-65 | 65-85 | Понад 85 |
| -------- | ----------- | ----- | ----- | ----- | ----- | ----- | ----- | -------- |
| Чоловіки | 2575        | 1153  | 1037  | 1330  | 1483  | 1553  | 924   | 80       |
| Жінки    | 2505        | 1201  | 1150  | 1516  | 1520  | 1703  | 1264  | 222      |

## Суміжні округи
- Кларк — північ
- Чокто, Алабама — північний схід
- Вашингтон, Алабама — південний схід
- Ґрін — південь
- Перрі — південний захід
- Джонс — захід
- Джеспер — північний захід

## Виноски
1. ↑  U.S. Decennial Census. United States Census Bureau. Архів оригіналу за 19 липня 2018. Процитовано 8 листопада 2014.
2. ↑  Historical Census Browser. University of Virginia Library. Архів оригіналу за 16 серпня 2012. Процитовано 8 листопада 2014.
3. ↑  Population of Counties by Decennial Census: 1900 to 1990. United States Census Bureau. Архів оригіналу за 28 грудня 2014. Процитовано 8 листопада 2014.
4. ↑  Census 2000 PHC-T-4. Ranking Tables for Counties: 1990 and 2000 (PDF). United States Census Bureau. Архів оригіналу (PDF) за 18 грудня 2014. Процитовано 8 листопада 2014.
5. ↑  State & County QuickFacts. United States Census Bureau. Архів оригіналу за 25 жовтня 2015. Процитовано 7 вересня 2013.(англ.) Наведено за англійською вікіпедією.
6. ↑  American FactFinder. Бюро перепису населення США. Архів оригіналу за 26 лютого 2012. Процитовано 31 січня 2008.

| США | Це незавершена стаття з географії США. Ви можете допомогти проєкту, виправивши або дописавши її. |